# All Time Low
Az All Time Low egy amerikai pop-punk zenekar Marylandből, Baltimore külvárosából. A zenekar 2003-ban alakult, az énekes és gitáros Alex Gaskarthtal, a gitáros Jack Barakattal, a basszusgitáros Zack Merrickkel és a dobos Rian Dawsonnal. Az együttes neve egy New Found Glory szám szövegéből, a "Head on Collision"-ból származik.
A zenekar folyamatosan turnézik, megjelentek már olyan eseményeken, mint a Warped Tour, vagy a Reading Festival. Gimnazista korukban adták ki az első EP kislemezüket, a "The Three Words to Remember"-t az Emerald Moon kiadónál, és ugyanitt adták ki az első nagylemezüket, a  "The Party Scene"-t 2005-ben. Amíg más zenekarokkal turnéztak, kaptak egy szerződésajánlatot a Hopeless Recordstól amit elfogadtak, és kiadták a Put Up or Shut Up című EP-t 2006-ban, ami elérte a 20. helyezést a US Independent Album Chart-on.
A zenekar második nagylemeze, a "So Wrong, It's Right" 2007-ben jelent meg és nagy sikert aratott. Annak ellenére, hogy a rádiók sosem játszották, az album második kislemeze, a "Dear Maria, Count Me In" aranylemez lett az 500 000 eladásért az USA-ban 2011-ben.
Ezt követően, 2009-ben jelent meg a zenekar harmadik nagylemeze, a "Nothing Personal", amely a 4- helyen debütált a Billborad 200-as listáján és 63 000 eladást számlált már az első héten. Az album első kislemeze, a "Weightless" a 104. helyet érte el a US listán, a második kislemez, a "Damned If I Do Ya (Damned If I Don't)" pedig a rekordot jelentő 67. helyezésig menetelt. Az All Time Low kiadta az első koncertalbumát Straight to DVD címmel 2010-ben. A negyedik album felvételei közben a zenekar elkészített egy számot az Almost Alice főcímdalaként, "Painting Flowers" címmel.
Negyedik albumuk, a Dirty Work 2011-ben jelent meg az Interscope kiadónál. Az album a 6. helyezést érte el a Billboard 200-as listáján 45 000 eladással az első héten. A Dirty Workből 107 000 eladást számláltak az Egyesült Államokban 2012 októberéig. Az Egyesült Királyságban elérte az ezüst minősítést 60 000 eladásért. Az album első kislemeze, az "I Feel Like Dancin' " a 113. helyezést érte el az USA-ban. A zenekar egész évben turnézott, hogy népszerűsítse az albumot. 2012 májusában az együttes 
szerződést bontott az Interscope Records-szal, és a honlapjukon ingyenesen elérhetővé tették a "The Reckless and the Brave"  című számot.
A zenekar ötödik stúdióalbuma, a Don't Panic 2012 október 9-én jelent meg a Hopeless Recordsnál, amit szintén egy egész éves turné követett. 2013 szeptember 30-án újra kiadták az albumot Don't Panic: It's Longer Now címmel, amely 4 új számmal, és 4 akusztikus verzióval bővült.
A 2014-es 'Love Like Tour' után az együttes ismét a stúdióba vonult, ahol John Feldmann producer segítségével rögzítették a hatodik stúdióalbumot. Az album a 'Future Hearts' címet kapta, bejelentése rögtön az első kislemezzel, a 'Something's Gotta Give'-vel érkezett. A kiadásra 2015. április 3-án került sor. Az album a Billboard 200-as listáján rögtön a második helyen landolt, ezzel megszerezve a zenekar életének legmagasabb helyezését.
2016-ban kiadták a 2010-es 'Straight To DVD' filmjük folytatását, ami a 'Straight To DVD II.' címet kapta. A filmekben az együttes belátást enged a mindennapi életükbe a turnékon.